# 발터르 더 흐레이프
발터르 더 흐레이프(네덜란드어: Walter De Greef, 1957년 11월 12일, 림뷔르흐 주 팔 ~)는 벨기에의 전 축구 선수이다.

## 클럽 경력
현역 시절, 백발의 더 흐레이프는 안데를레흐트와 로케런에서 활약했다.

## 국가대표팀 경력
그는 벨기에 국가대표팀 경기에 5번 출전했고, 유로 1984에 참가했다.

## 수상

### 선수
안데를레흐트
- 벨기에 1부 리그: 1984–85, 1985–86
- 벨기에 슈퍼컵: 1985
- UEFA컵
  - 우승: 1982–83
  - 준우승: 1983–84
- 트로페 쥘 파파에르: 1983, 1985[2]
- 마탠 브뤼주아즈: 1985[3]